# Gekapte epaulethaai
De gekapte epaulethaai (Hemiscyllium strahani) is een vis uit de familie van epaulethaaien en bamboehaaien (Hemiscylliidae), orde bakerhaaien (Orectolobiformes), die voorkomt in het westen van de Grote Oceaan, voornamelijk rondom Papoea-Nieuw-Guinea.
De vis is ovipaar, leeft op diepten van 3 tot 18 meter en kan een lengte bereiken van 75 cm.
De gekapte epaulethaai is voor de visserij van beperkt commercieel belang.